# 竹の塚
竹の塚（たけのつか）は、東京都足立区北部の町名（読みは「たけのづか」とも）。東武伊勢崎線の駅名は「竹ノ塚」であるが、町名は平仮名の「の」を用い、｢竹の塚｣と表記する。郵便番号121-0813（集配局 : 足立北郵便局）。

## 地理
竹の塚一丁目から七丁目までが置かれている。北は西保木間、東は保木間、南東の一点で東六月町、南は六月、南西で栗原西は東武伊勢崎線を境に西竹の塚および東伊興と隣接する。また、竹の塚は「つか」の部分を下のように書く。

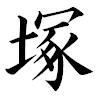

竹ノ塚駅周辺には、公団住宅や都営住宅が多数立ち並ぶ。また、竹ノ塚駅は足立区北部や、隣接する埼玉県草加市・川口市・八潮市にまたがる広範な通勤圏を擁しており、その中心地として発達した。そのため、区内の通勤圏に属する花畑・保木間・伊興・古千谷も、駅名に基づいた広域地名｢竹ノ塚｣と呼ぶ場合が多いようである。
竹ノ塚駅ビルの商業施設や東口の商店も充実している。補助255号線沿いには、ドン・キホーテ（旧富士銀行跡地）を始めとする多くのフランチャイズ店舗が立ち並び、終日人通りや車通りが絶えない。スポーツ環境に恵まれており、3ヶ所の野球場、バッティングセンター、足立区総合スポーツセンターといった施設が設けられている。

### イルミネーション

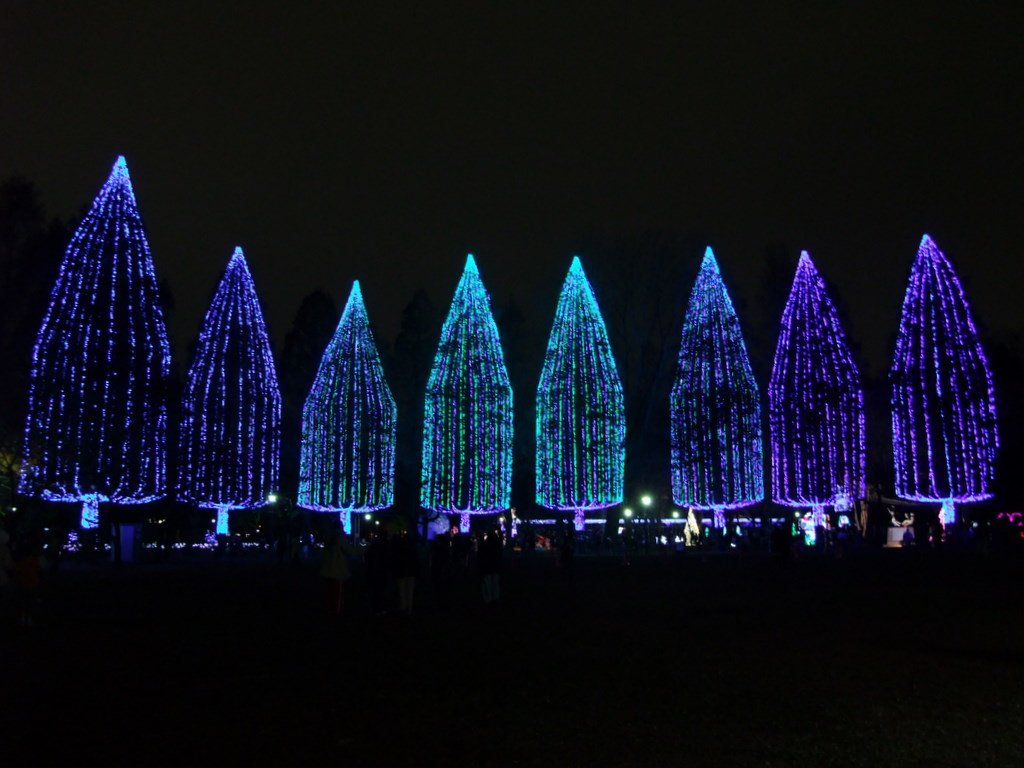
光の祭典2008（元渕江公園）

近年では「光の祭典」と題し、毎年12月初め頃から12月25日のクリスマスまでの期間、元渕公園および竹ノ塚駅から元渕江公園までの街路樹がLEDのイルミネーションで装飾される。
元渕江公園では、イルミネーションを施した20m超の自然木8本が並ぶ国内でも珍しい光景が見られ、8本ツリーと呼ばれ親しまれている。また、8本ツリーは定時的にライティングショーが行われている。
竹ノ塚駅から元渕江公園までの街路樹のイルミネーション並木は、都内最大級の長さを誇り「光のケヤキ並木」と呼ばれる。
その他にも点灯式の日には、地元による模擬店や足立区の友好都市による物産展が行われている。また、同時にステージショーが行われている。
都内では穴場の無料のイルミネーションスポットともなっている。2019年（平成30年）に、第6回イルミネーションアワードで特別賞・企画賞を受賞している。

### 治安・風紀の維持
2012年、東京都は竹の塚一丁目を都迷惑防止条例に基づき、客引きやスカウトのみならず、それらを行うために待機する行為なども禁止する区域に指定した。

### 地価
住宅地の地価は、2025年（令和7年）1月1日の公示地価によれば、竹の塚1-15-4の地点で45万6000円/m2、竹の塚5-29-10の地点で37万円/m2となっている。

## 歴史

### 地名の由来
地名は足立郡の旧村名に基づく。かつての武蔵国足立郡竹塚村（たけのづかむら）である。沿線の白幡塚史跡公園（東伊興3丁目）をはじめとして、一帯に無数の古墳（塚）が存在し、それに竹が自生していた様子から、この地域が「竹塚（たけのづか）」と呼ばれるようになったという説、この地に所縁のある日本武尊（ヤマトタケルノミコト）を祀る塚があり、武塚（タケノツカ）が転じて竹塚になったとする説がある。1889年（明治22年）の市制町村制施行後は東京府南足立郡淵江村のうちとなり、1932年（昭和7年）、東京市足立区の成立に伴い、足立区竹塚町となった。
なお、1966年（昭和41年）に住居表示が現行の「竹の塚」に改められた際、公式な読みも「塚」を清音とした「たけのつか」に変更された。
｢SMAP×SMAP｣（関西テレビ・フジテレビ）で複数回放送されたコント「竹の塚歌劇団」（宝塚歌劇団のパロディ）で、"ヅカはヅカでも竹の塚"の意味合いで使用される「たけのづか」の呼称は誤りではないが、現行の呼称ではないことに留意する必要がある。

### 在日外国人の変遷
足立区は東京23区の中で最もフィリピン人が多い地域として知られており、特に竹ノ塚駅周辺はフィリピン人の信者が多いキリスト教会が複数あるため、自然とこの周囲に集まったという説もある。フィリピンパブだけでも50軒あると言われており、その在り方から「リトルマニラ」とあだ名されることもあった。その後、コロナウイルスの流行や経営者の高齢化により、フィリピンパブは激減したと言われている。
一方で、フィリピン以外の国から来日する者もおり、とりわけ中国からの移住者が目立つようになった。主な理由としては家賃や物件の安さや「暮らしやすさを求めて来日する人が多く、（中国人が多い）西川口よりも落ち着いている」といった理由を挙げている。ガチ中華の店も進出しているほか、テナント料の高い池袋や競争相手の多い西川口を避けて店を開く中国人もいる。また、競争の激しい中国社会から逃れる形で来日する者もいたほか、中国国内の景気低迷が背景にあると見る向きもあった。

## 世帯数と人口
2025年（令和7年）1月1日現在（足立区発表）の世帯数と人口は以下の通りである。
| 丁目         | 世帯数     | 人口     |
| ------------ | ---------- | -------- |
| 竹の塚一丁目 | 2,636世帯  | 4,252人  |
| 竹の塚二丁目 | 1,512世帯  | 2,687人  |
| 竹の塚三丁目 | 2,065世帯  | 3,410人  |
| 竹の塚四丁目 | 1,055世帯  | 1,600人  |
| 竹の塚五丁目 | 1,558世帯  | 2,713人  |
| 竹の塚六丁目 | 1,628世帯  | 2,629人  |
| 竹の塚七丁目 | 1,022世帯  | 1,652人  |
| 計           | 11,476世帯 | 18,943人 |

### 人口の変遷
国勢調査による人口の推移。
| 年                 | 人口   |
| ------------------ | ------ |
| 1995年（平成7年）  | 19,622 |
| 2000年（平成12年） | 20,174 |
| 2005年（平成17年） | 18,961 |
| 2010年（平成22年） | 20,258 |
| 2015年（平成27年） | 18,470 |
| 2020年（令和2年）  | 19,193 |

### 世帯数の変遷
国勢調査による世帯数の推移。
| 年                 | 世帯数 |
| ------------------ | ------ |
| 1995年（平成7年）  | 8,021  |
| 2000年（平成12年） | 8,828  |
| 2005年（平成17年） | 8,814  |
| 2010年（平成22年） | 10,204 |
| 2015年（平成27年） | 9,587  |
| 2020年（令和2年）  | 10,683 |

## 学区
区立小・中学校に通う場合、学区は以下の通りとなる（2023年4月時点）。なお、足立区では学校選択制度を導入しており、区内全域から選択することが可能。ただし、小学校に関しては、2018年（平成30年）度から学区域または学区域に隣接する学校のみの選択になる。
| 丁目         | 番地     | 小学校                 | 中学校               |
| ------------ | -------- | ---------------------- | -------------------- |
| 竹の塚一丁目 | 全域     | 足立区立竹の塚小学校   | 足立区立第十四中学校 |
| 竹の塚二丁目 | 全域     | 足立区立保木間小学校   | 足立区立六月中学校   |
| 竹の塚三丁目 | 全域     | 足立区立保木間小学校   | 足立区立六月中学校   |
| 竹の塚四丁目 | 全域     | 足立区立渕江小学校     | 足立区立渕江中学校   |
| 竹の塚五丁目 | 1〜17番  | 足立区立渕江小学校     | 足立区立渕江中学校   |
| 竹の塚五丁目 | 18番以降 | 足立区立渕江小学校     | 足立区立竹の塚中学校 |
| 竹の塚六丁目 | 17番以降 | 足立区立渕江小学校     | 足立区立竹の塚中学校 |
| 竹の塚六丁目 | 1〜16番  | 足立区立竹の塚小学校   | 足立区立第十四中学校 |
| 竹の塚七丁目 | 全域     | 足立区立西保木間小学校 | 足立区立竹の塚中学校 |

## 産業

### 事業所
2021年（令和3年）現在の経済センサス調査による事業所数と従業員数は以下の通りである。
| 丁目         | 事業所数  | 従業員数 |
| ------------ | --------- | -------- |
| 竹の塚一丁目 | 212事業所 | 1,512人  |
| 竹の塚二丁目 | 93事業所  | 931人    |
| 竹の塚三丁目 | 81事業所  | 1,221人  |
| 竹の塚四丁目 | 48事業所  | 1,254人  |
| 竹の塚五丁目 | 188事業所 | 2,263人  |
| 竹の塚六丁目 | 200事業所 | 2,184人  |
| 竹の塚七丁目 | 41事業所  | 709人    |
| 計           | 863事業所 | 10,074人 |

### 事業者数の変遷
経済センサスによる事業所数の推移。
| 年                 | 事業者数 |
| ------------------ | -------- |
| 2016年（平成28年） | 896      |
| 2021年（令和3年）  | 863      |

### 従業員数の変遷
経済センサスによる従業員数の推移。
| 年                 | 従業員数 |
| ------------------ | -------- |
| 2016年（平成28年） | 10,267   |
| 2021年（令和3年）  | 10,074   |

### チャイナタウン
2024年時点では、竹の塚の中国人が10年で倍増し、チャイナタウン化していると指摘がある。

## 交通

### 鉄道
- 東武伊勢崎線 （東武スカイツリーライン）■竹ノ塚駅

### バス
- 東武バスセントラル
- 都営バス

### 道路
- 国道4号（日光街道）
- 埼玉県道・東京都道103号吉場安行東京線（旧日光街道）
- 赤山街道（中央通り）
- 竹の塚彫刻の道　[27]

## 施設
- 竹の塚区民事務所
- 竹の塚地域学習センター - 「竹の塚センター」と呼びならわされる。
  - 竹の塚図書館
- 足立北郵便局
- 足立竹の塚郵便局
- 足立区立竹の塚小学校
- 足立区立保木間小学校
- 六月八幡神社
- 西光院 - 真言宗豊山派の仏教寺院。正入山積善寺。1699年（元禄12年）鋳造の大日如来坐像がある[28]。
- 常楽寺 - 真言宗豊山派の仏教寺院。
- 万福寺 - 真言宗豊山派の仏教寺院。
- 延命寺 - 真言宗豊山派の仏教寺院。
- 照徳寺 - 浄土真宗本願寺派の仏教寺院。

## 関連文献
- 「竹塚村」『新編武蔵風土記稿』 巻ノ137足立郡ノ3、内務省地理局、1884年6月。NDLJP:763997/48。